# 13. Riigikogu
Der 13. Riigikogu wurde am 1. März 2015 gewählt und trat am 30. März 2015 zu seiner Konstituierung zusammen. Damit endete die Legislaturperiode des 12. Riigikogu und damit die Amtszeit der Regierung Rõivas I. Im 13. Riigikogu waren sechs Parteien (SDE, Keskerakond, Reformpartei, EVA, Isamaa, EKRE) vertreten, die sechs Fraktionen bildeten; 8 Abgeordnete waren fraktionslos.

## Sitzungen

### Konstituierende Sitzung
Der 13. Riigikogu versammelte sich zur Eröffnungssitzung am 30. März 2015. Eiki Nestor (SDE) wurde zum Parlamentspräsidenten des Riigikogu, Helir-Valdor Seeder (I) und Jüri Ratas (Keskerakond) zu stellvertretenden Vorsitzenden gewählt.

## Parlamentsvorstand
| Parlamentspräsident | Partei | Amtszeit                         |
| ------------------- | ------ | -------------------------------- |
| Eiki Nestor         | (SDE)  | 30. März 2015– 4. April 2019     |
| 1. Stellvertreter   | Partei | Amtszeit                         |
| Helir-Valdor Seeder | (I)    | 30. März 2015– 5. Dezember 2016  |
| Enn Eesmaa          | (K)    | 5. Dezember 2016– 4. April 2019  |
| 2. Stellvertreter   | Partei | Amtszeit                         |
| Jüri Ratas          | (K)    | 30. März 2015– 23. November 2016 |
| Taavi Rõivas        | (RE)   | 5. Dezember 2016– 22. März 2018  |
| Kalle Laanet        | (RE)   | 22. März 2018– 4. April 2019     |

Im Zusammenhang mit der Ernennung von Jüri Ratas zum Premierminister der Republik Estland fanden am 5. Dezember 2016 Neuwahlen für die stellvertretenden Vorsitzenden des Riigikogu statt. Enn Eesmaa (Zentrumspartei) wurde mit 50 Stimmen zum ersten stellvertretenden Vorsitzenden und Taavi Rõivas (Reformpartei) mit 43 Stimmen zum zweiten stellvertretenden Vorsitzenden gewählt.
Gemäß den am 22. März 2018 abgehaltenen Vorstandswahlen des Riigikogu wurde der Parlamentspräsident Eiki Nestor wiedergewählt, der erste stellvertretende Vorsitzende wurde Enn Eesmaa, der zweite stellvertretende Vorsitzende Kalle Laanet (RE).

## Statistiken
In vier Jahren wurden 459 Sitzungen abgehalten (454 reguläre und 5 Sondersitzungen). Die Arbeit des Riigikogu war in neun Sitzungsperioden unterteilt. Zusammen dauerten die Sitzungen 1.451 Stunden und 42 Minuten. Der 13. Riigikogu verabschiedete 588 Rechtsakte, darunter 423 Gesetze, 159 Beschlüsse und 6 Erklärungen.

## Rücktritte und Fraktionsaustritte
Am 22. August 2018 verließen Artur Talvik die Fraktion der Estnischen Freien Partei und Olga Ivanova die Fraktion der Keskerakond.
Am 11. September 2018 verließ Peeter Ernits die Fraktion der Zentrumspartei.
Am 12. November 2018 verließ Monika Haukanõmm die Fraktion der Estnischen Freien Partei.